# Mạnh Ưu
Mạnh Ưu (chữ Hán: 孟優; bính âm: Meng You) là một nhân vật hư cấu trong tiểu thuyết lịch sử Tam Quốc diễn nghĩa của nhà văn La Quán Trung. Trong tiểu thuyết này, Mạnh Ưu xuất hiện tại Hồi thứ 88 cho đến Hồi 91 và được giới thiệu là em trai của Man Vương Mạnh Hoạch, Mạnh Ưu cùng anh tham gia vào chiến dịch của người Nam Man chống lại sự tấn công của quân Thục Hán vào vùng Nam Trung.

## Tiểu sử
Theo La Quá Trung thì gia đình Mạnh Hoạch có ba anh em trai, anh cả là Mạnh Tiết, vốn là người hâm mộ văn hóa Hán và bất mãn với Mạnh Hoạch vì không tuân vương hóa nên đã bỏ đi làm ẩn sĩ. Người thứ hai là Mạnh Hoạch, là tay cự phách và làm Man vương có thế lực nhất vùng Nam Trung, Mạnh Hoạch đã dẫn quân nổi loạn chống lại quân Thục ở phía Nam. Mạnh Ưu là em út. Khác với anh cả Mạnh Tiết, Mạnh Ưu là người luôn ủng hộ và đoàn kết một cách rất cảm động với Mạnh Hoạch trong cuộc chiến tranh với Thục.
Mạnh Ưu tham gia cùng Mạnh Hoạch trong suốt bảy lần đánh nhau với quân Thục, vài trò của Mạnh Ưu tương đối lớn, luôn được Mạnh Hoạch tin tưởng giao cho chỉ huy quân Nam, Mạnh Ưu cũng nhiều lần hiến kế cho Mạnh Hoạch như trá hàng, liên kết với các động chúa, đại vương khác để cùng đối phó quân Thục. Mạnh Ưu là người khá thận trọng khi luôn nghi ngờ các quỷ kế của Gia Cát Lương. Tuy vậy Mạnh Ưu từng bị Mạnh Hoạch đánh giá là người ham ăn uống vì một lần ông này được cử sang trá hàng quân Thục để nội công ngoại kích nhưng Gia Cát Lượng đã cho ăn uống no say (có bỏ thuốc mê) nên kế hoạch thất bại và Mạnh Hoạch bị bắt.